# Route nationale 951 (Belgique)
 (avril 2020).
Si vous disposez d'ouvrages ou d'articles de référence ou si vous connaissez des sites web de qualité traitant du thème abordé ici, merci de compléter l'article en donnant les références utiles à sa vérifiabilité et en les liant à la section « Notes et références ».
Pour les articles homonymes, voir Route 951.
La route nationale 951 est une route nationale de Belgique de 28,4 kilomètres qui relie Wépion à Morville via Bois-de-Villers et Ermeton-sur-Biert

## Description du tracé

### Communes sur le parcours
- Région wallonne
  -  Province de Namur
    - Wépion (Namur)
    - Lesve
    - Saint-Gérard
    - Denée
    - Ermeton-sur-Biert
    - Flavion
    - Morville (Anthée)